# Acheilognathus elongatoides
Acheilognathus elongatoides is een  straalvinnige vissensoort uit de familie van eigenlijke karpers (Cyprinidae). De wetenschappelijke naam van de soort is voor het eerst geldig gepubliceerd in 2001 door Kottelat.
De soort staat op de Rode Lijst van de IUCN als Onzeker, beoordelingsjaar 2010.